# Blotter
|  | Spekulativ artikel Bemærk at denne artikel er præget af spekulationer og bør omskrives, så fakta er understøttet af verificerbare kilder. |

 Der er for få eller ingen kildehenvisninger i denne artikel, hvilket er et problem. Du kan hjælpe ved at angive troværdige kilder til de påstande, som fremføres i artiklen.

En blotter er en person, der fremviser sine kønsorganer eller onanerer på offentlige steder eller foran fremmede mennesker.[kilde mangler]
De fleste eksperter mener, at blottere ikke er farlige, men er ganske uskadelige, og nogle mener, at forholdet bør afgøres med bøde, men der er også nogle, der mener, at blotteriet kan være starten på en karriere som svær sexkriminel, eller at man bør skride tidligt ind med behandling for blotterens egen skyld.

## Blufærdighedskrænkelse
Straffeloven siger:
§ 232. Den, som ved uterligt forhold krænker blufærdigheden eller giver offentlig forargelse, straffes med fængsel indtil 4 år eller under formildende omstændigheder med bøde.